# 吉田勝利
吉田 勝利（よしだ かつとし、1970年2月16日 - ）は、日本の実業家、岐阜県岐阜市出身。
株式会社アラビア産業代表取締役社長、株式会社岐阜フットボールクラブ（FC岐阜）前取締役
愛知学院大学短期大学部卒。血液型はA型。
日本中央競馬会や地方競馬の馬主資格を持つ（勝負服は緑，黄縦縞，黄袖赤一本輪）。
JRA中京馬主協会 理事、地方競馬全国協会 評議員、日本地方競馬馬主振興協会 理事、一般社団法人 岐阜県馬主会副会長、一般社団法人全国携帯電話販売代理店協会 理事。

## 来歴
- 1970年（昭和45年）岐阜市に生まれる。
- 岐阜市立加納西小学校（5年生3学期からは岐阜市立木之本小学校、現在の徹明さくら小学校）出身。加納西小学校では、元Ｊリーガー森山泰行と同級生で、同じ町内に住んでいた。
- 1994年（平成6年）名古屋グランパスエイトのサポーター組織、グランパスエイト・サポーターズ・アソシエーション（グランパスSA)を設立、代表就任（2001年1月まで）
- 1996年（平成8年）岐阜市外岐南町で『DDIポケットSHOP』を開設し通信機器販売事業をスタート、以降併売店を『タックマン』の屋号で展開した。
- 2000年（平成12年）株式会社アラビア産業　設立　代表取締役就任
- 2003年（平成15年）人材派遣会社　(株)AIリクエスト設立　代表取締役就任（2007年まで）
- 2005年（平成17年）FC岐阜法人設立準備室　室長（法人設立時解散）
- 2006年（平成18年）社団法人岐阜県馬主会　理事就任（2012年4月まで）
- 2006年（平成18年）(株)岐阜フットボールクラブ　取締役就任（2012年4月まで）
- 2012年（平成24年）社団法人岐阜県馬主会　常任理事就任
- 2012年（平成24年10月）(株)岐阜フットボールクラブ　アドバイザー就任
- 2017年（平成29年）株式会社A・I・C　設立　代表取締役就任[1]

## 人物

### 趣味・嗜好
スポーツ観戦が好きで野球、サッカー、ラグビー、バレーボールと球技全般の観戦を好む。
幼年期の頃からナゴヤ球場に岐阜から通い、中学2年(1984年）に私設応援団『ドラゴンズ愛好会』に入会。
ここ一番の時にはベージュ色のスーツを身にまとう。2006年に開催されたFC岐阜の試合で勝負スーツを着用した場合の勝率は高く、サポーターからは、「ベージュのオサーン」または「ベージュのオッサン」と呼ばれていた。
高校卒業後、笠松競馬場に通うようになり、馬主たちと交流を深め、競馬（馬主業）や事業などを教わる。
その馬主の一人に『オグリキャップ』の小栗孝一氏もいた。

### 結婚
2013年秋に一般女性と入籍。2014年3月22日、岐阜グランドホテルにてスポーツ、政財界関係者、自身が主宰を務める経営塾「吉田組」メンバーら、およそ250人の招待客を前に披露宴を挙げた。

## 馬主

### 主な所有馬
- ニューホープ（2018年若駒賞、2019年岐阜金賞、東海ゴールドカップ）
- エイシンハルニレ（2020年新緑賞、オパールカップ、ハヤテスプリント）
- ダルマワンサ（2020年岐阜金賞）
- ウラガーノ（2020年ベイスプリント）
- ジェフリー（2021年ウイナーカップ）
- ベニスビーチ（2021年サラブレッド大賞典、加賀友禅賞、2022年兵庫クイーンカップ）
- イイネイイネイイネ（2022年MRO金賞）
- ※クロスクリーガー（共同所有）

## 出演メディア
名古屋テレビ
- メ〜テレ50周年特別番組「名古屋行き最終列車」

ZIP-FM
- HERE WE GO

NHK
- NHKのど自慢

岐阜ラジオ
- ナイトスクランブル1431 金曜日 『吉田勝利コーナー』